# Modibo Sagnan
Modibo Sagnan (ur. 14 kwietnia 1999 w Saint-Denis) – francuski piłkarz występujący na pozycji obrońcy w Realu Sociedad.